# Železná (Libořice)
Železná je část obce Libořice v okrese Louny. Nachází se severovýchodně od Libořic. Železná leží v katastrálním území Železná u Libořic o rozloze 4,34 km².

## Historie
První písemná zmínka o Železné pochází z roku 1380, kdy vesnice patřila vladykovi Bedřichovi z Železné. Později došlo k rozdělení vesnice na dva díly. První patřil městu Žatci, od kterého jej roku 1548 koupilo město Chomutov. Mezi vlastníky druhého dílu se vystřídali žatečtí Bludové, Kaplířové ze Sulevic a od roku 1563 část patřila Erhartovi ze Štampachu. Po něm ji roku 1573 zdědil syn Volf Žaldán Štampach a roku 1580 ji vyměnil s Janem z Lungvic za Všebořice. Z té doby pochází první zmínka o zdejší tvrzi. Po Janově smrti tvrz koupil Jaroslav Libštejnský z Kolovrat a připojil ji k petrohradskému panství. Po Jaroslavově smrti byla, s výjimkou krátkého období po roce 1638, spravována z Libořic. Připojením k Petrohradu ztratila tvrz sídelní funkci a nejspíš během třicetileté války zanikla.

## Obyvatelstvo
Při sčítání lidu v roce 1921 zde žilo 445 obyvatel (z toho 204 mužů), z nichž bylo 82 Čechoslováků, 354 Němců a devět cizinců. Kromě tří evangelíků a pěti židů byli římskými katolíky. Podle sčítání lidu z roku 1930 měla vesnice 397 obyvatel: 143 Čechoslováků, 251 Němců a tři cizince. Většina se hlásila k římskokatolické církvi, ale žilo zde také pět evangelíků, šest členů církve československé, čtyři židé a deset lidí bez vyznání.
|                                                                        | 1869 | 1880 | 1890 | 1900 | 1910 | 1921 | 1930 | 1950 | 1961 | 1970 | 1980 | 1991 | 2001 | 2011 |
| ---------------------------------------------------------------------- | ---- | ---- | ---- | ---- | ---- | ---- | ---- | ---- | ---- | ---- | ---- | ---- | ---- | ---- |
| Obyvatelé                                                              | 508  | 397  | 428  | 522  | 491  | 445  | 397  | 224  | 155  | 135  | 105  | 77   | 87   | 62   |
| Domy                                                                   | 47   | 54   | 57   | 61   | 64   | 64   | 69   | 72   | .    | 36   | 27   | 39   | 43   | 45   |
| Počet domů z roku 1961 je zahrnut v celkovém počtu domů obce Libořice. |      |      |      |      |      |      |      |      |      |      |      |      |      |      |

## Pamětihodnosti
- Kaple – stojí u silnice do Milčevsi
- Kaplička
- Železniční most

## Galerie

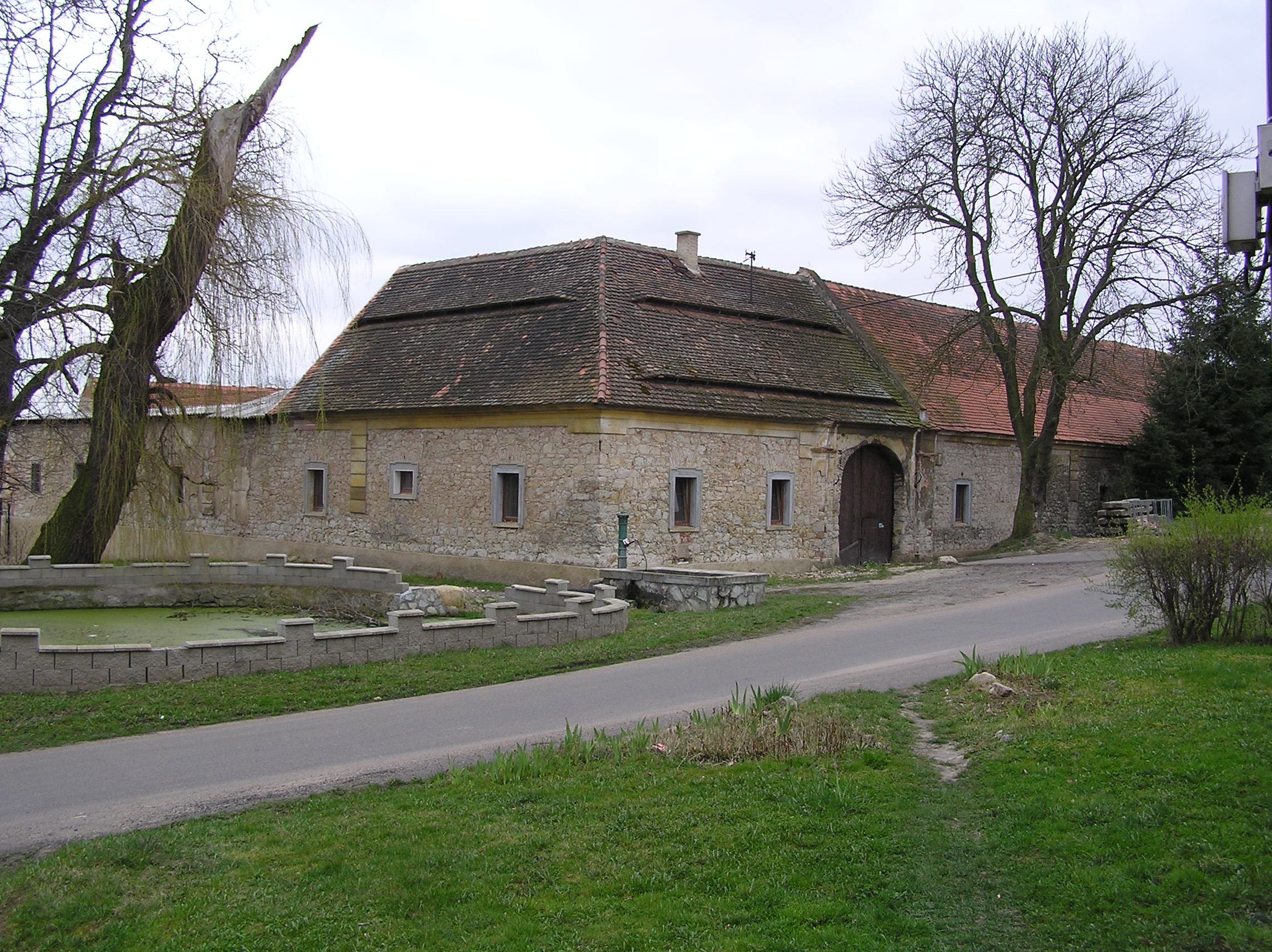
Bývalý vrchnostenský, pak zbytkový statek
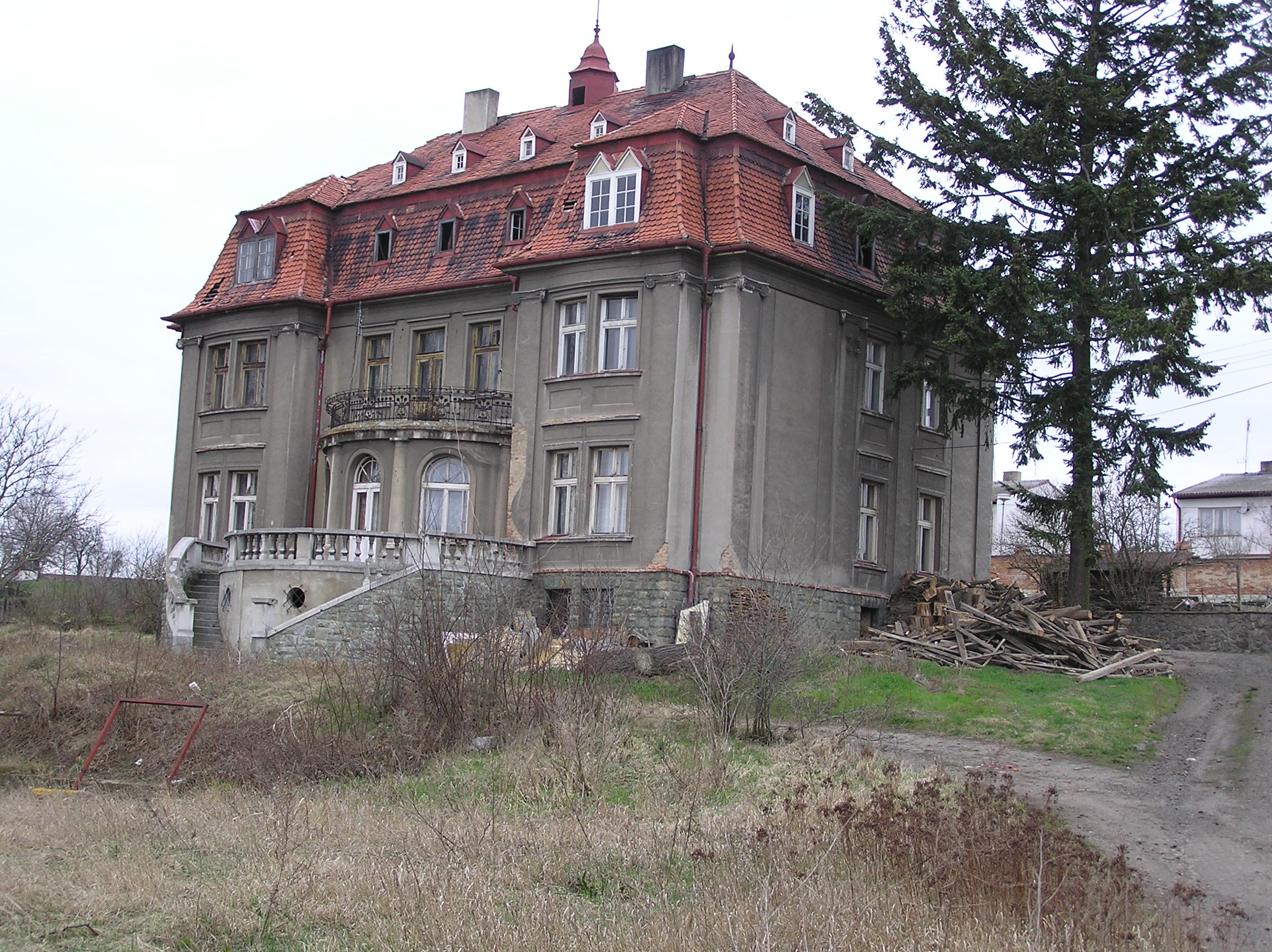
Vila majitele zbytkového statku
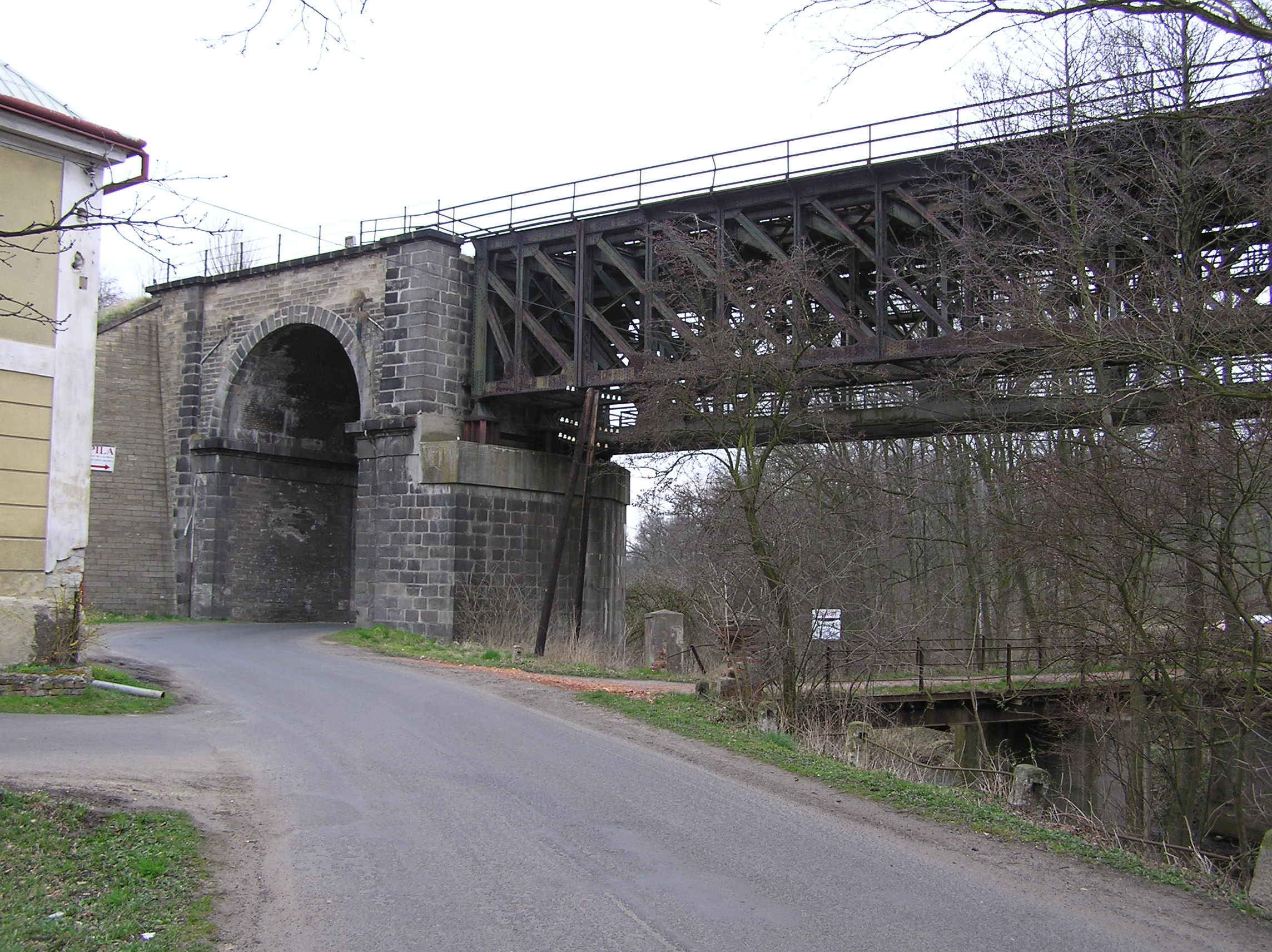
Železniční most v Železné
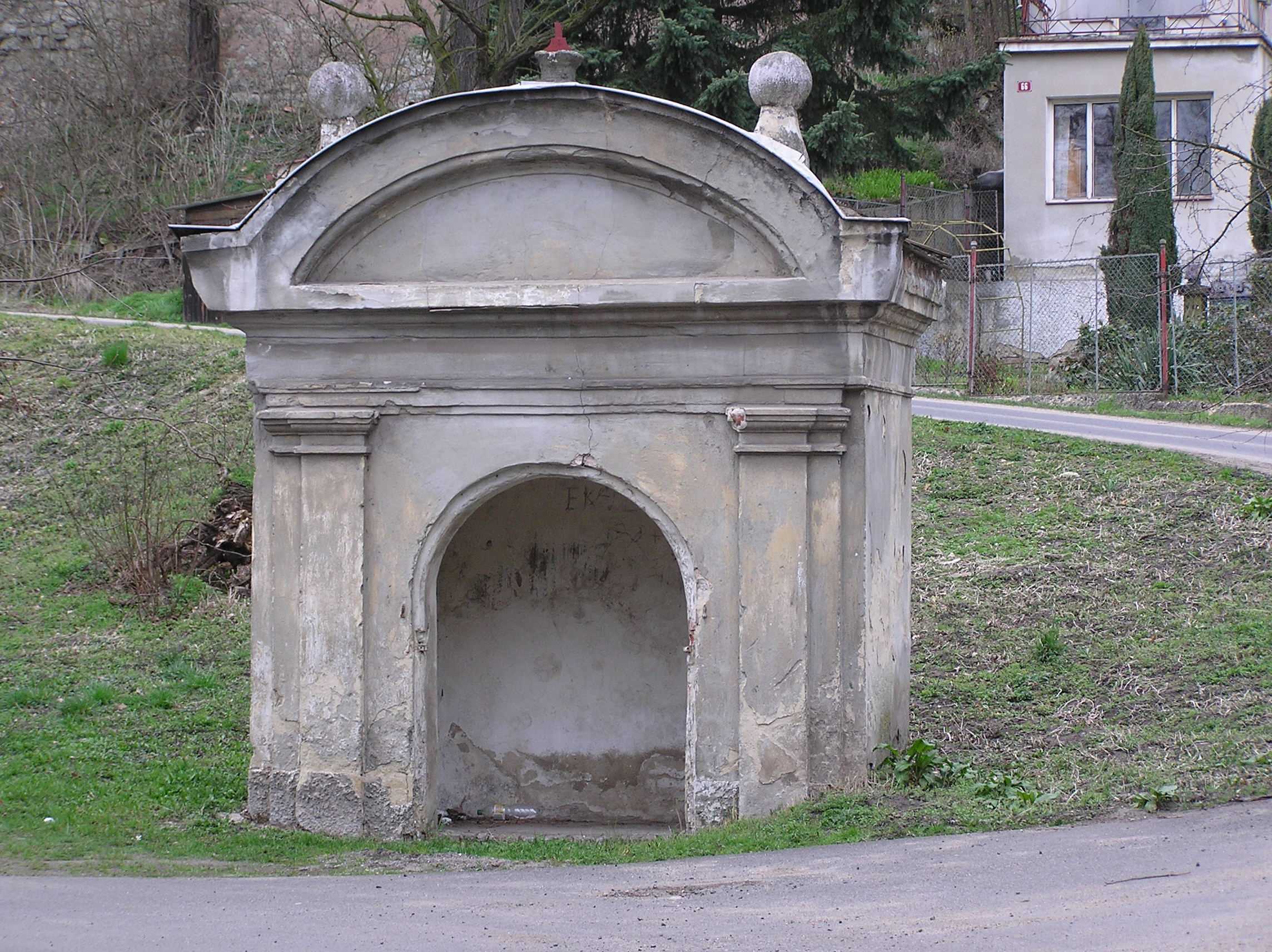
Památkově chráněná kaplička